# أندرو وليامز (سياسي أمريكي)
أندرو وليامز (بالإنجليزية: Andrew Williams)‏ هو سياسي أمريكي، ولد في 27 أغسطس 1828 بأورمستاون في كندا، وتوفي في 6 أكتوبر 1907 ببلاتسبورغ في الولايات المتحدة. حزبياً، نشط في الحزب الجمهوري. وقد انتخب عضو مجلس النواب الأمريكي.